# Случай (древнегреческая философия)
В древнегреческой философии было две концепции случая, суть обеих — эффекты, которые возникают случайно, однако они дифференцированы во второй книге Аристотеля «Физика» следующим образом:
- Тиха (Tyche) действует в разуме (также персонифицируется как богиня Тиха);
- Автоматон оперирует в реальном мире.

Для многих более ранних греческих философов случай вообще не существовал. Один из сохранившихся фрагментов Левкиппа говорит: «Ничто не происходит наугад, но всё по причине и при необходимости». Для атомистов мир был полностью детерминирован. Однако Демокрит также утверждал, что случай («автоматон») вызвал первоначальное творение «небесных сфер и всех миров», то есть что само существование не имеет никакой предшествующей или определяющей причины, хотя все, что случилось с тех пор, детерминировано.
Для Аристотеля, с другой стороны, и Тиха, и Автоматон — каждодневные явления. Однако для Аристотеля случайные события не были беспричинными, они были просто эффектом параллелизма двух причинных последовательностей. Таким образом, падающий камень, который, случается, поражает человека, — случайное событие, хотя падение камня и прохождение человека — оба определённые события.